# Finkelstein-reakció
A Hans Finkelstein német kémikusról elnevezett Finkelstein-reakció egy SN2 reakció, melynek során egy halogénatom egy másikra cserélődik ki. A halogéncsere folyamat egyensúlyi reakció, de a reakció teljessé tehető, ha kihasználjuk a halogenid sók eltérő oldhatóságát, vagy ha a halogenidet nagy feleslegben alkalmazzuk.
R−X + X′− ⇌ R−X′ + X−
A hagyományos Finkelstein-reakcióban alkil-klorid vagy alkil-bromid alakul át alkil-jodiddá acetonban hozzáadott nátrium-jodid hatására. Mivel a nátrium-jodid – a nátrium-kloriddal és nátrium-bromiddal szemben – acetonban oldódik, az egyensúly a nem oldódó só kicsapódása miatt eltolódik. A brómetán például átalakítható jódetánná:
CH3CH2Br (aceton) + NaI (aceton) → CH3CH2I  (aceton) + NaBr (s)
Az alkil-halogenidek nagymértékben különböznek abban, hogy mennyire könnyen vesznek részt a Finkelstein-reakcióban. A reakció használható primer halogenidekkel (a nepoentil-halogenideket kivéve), és különösen jól használható allil-, benzil- vagy α-karbonil-halogenidek esetén. Szekunder halogenidek alig reagálnak. A vinil-, aril- és tercier alkil-halogenidek nem reagálnak. Az alábbi táblázat megad néhány relatív sebességi együtthatót (NaI, acetonban, 60°-on ):
| Me−Cl | Bu−Cl | i-Pr−Cl | t-BuCH2−Cl | CH2=CH-CH2−Cl | PhCH2−Cl | EtOC(O)CH2−Cl | MeC(O)CH2−Cl |
| ----- | ----- | ------- | ---------- | ------------- | -------- | ------------- | ------------ |
| 179   | 1     | 0,0146  | 0,00003    | 64            | 179      | 1600          | 33000        |

Modern értelemben a reakció körét kiterjesztették az alkil-halogenidek alkoholokból történő előállítására is, amikor az alkoholt először szulfonátészterré alakítják (többnyire tozilátokat és mezilátokat használnak), majd ezután hajtják végre a szubsztitúciós reakciót. Az alábbi példa a krizoklámsav (chrysochlamic acid) szintéziséből származik.

## Halex reakció
A halex reakció bármilyen aril halogéncserét (angolul HALogen EXchange) jelent. Az (elektronvonzó szubsztituensekkel rendelkező) aril-kloridok klóratomja magas hőmérsékleten poláris oldószerben, például DMF-ben vagy DMSO-ban fluorra cserélhető kálium-fluorid felhasználásával.

## Fordítás
Ez a szócikk részben vagy egészben a Finkelstein reaction című angol Wikipédia-szócikk ezen változatának fordításán alapul.  Az eredeti cikk szerkesztőit annak laptörténete sorolja fel. Ez a jelzés csupán a megfogalmazás eredetét és a szerzői jogokat jelzi, nem szolgál a cikkben szereplő információk forrásmegjelöléseként.